# Planeta Fome
Planeta Fome é o 34º álbum de estúdio da cantora brasileira Elza Soares, publicado no dia 13 de setembro de 2019. Segundo trabalho de músicas inéditas da cantora lançado pela Deckdisc, foi produzido por Rafael Ramos. A capa foi confeccionada pela cartunista brasileira Laerte Coutinho.

## Contexto
"Planeta Fome" é parte de uma frase empregada em 1953 pela cantora no episódio que marca o começo de suas atividades musicais: Sua estreia pelo programa Calouros Em Desfile, apresentado por Ary Barroso na Super Rádio Tupi.
Antes de sua participação naquele programa, Elza passava dificuldades e ainda estava abalada com a morte recente de seu primeiro esposo Lourdes Antônio Soares (Elza tinha 21 anos quando ele faleceu de tuberculose e seu casamento foi forçado aos 12 anos pelo pai, amigo de Lourdes, após saber que ele estuprou Elza). Até então, Elza trabalhava na fábrica de sabão Veritas e como copeira em um hospício. Seu casamento com Lourdes foi marcado por diversos tipos de violências físicas e psicológicas. Com o falecimento de seu esposo, Elza tinha 8 (senão 9) filhos para criar sozinha e as crianças estavam morrendo aos poucos por desnutrição e outras doenças decorrentes da alta mortalidade infantil à época.
Porém, Elza, que já cantava e compunha desde sua adolescência, inscreveu-se no concurso musical do programa radiofônico Calouros Em Desfile (apresentado por Ary Barroso) na primeira metade dos anos 1950 porque o prêmio à época estava acumulado e seu sonho era usá-lo para salvar a vida de suas crias. Para a apresentação, se vestiu com um vestido cedido pela mãe (de aproximadamente vinte quilos) ajustado com vários alfinetes de fralda e de maria-chiquinhas no cabelo e acompanhado de um tipo de sapato que naquela época era chamado de "mamãe-tô-na-m****".

Quando Elza subiu ao palco, foi recebida pelo auditório e por Ary Barroso com gargalhadas do público. O próprio tentou ridicularizar Elza:
| “ | De que planeta você veio, minha filha? | ” |

Elza rebateu:
| “ | Do mesmo planeta que o senhor, Seu Ary: Do planeta fome. | ” |

Foi quando o público acomodou-se e Elza interpretou "Lama", de Paulo Marques & Aylce Chaves. Ela foi perdendo aos poucos o medo de que o gongo soasse (o que lhe causaria a sua perda na competição) a ponto do próprio Ary Barroso aproximar-se de Elza e cochichar que, naquele exato momento, acabava de nascer uma estrela. Elza chegou ao final da música, o gongo não soou e ela ganhou a premiação do programa.

## Publicação
As palavras principais da frase, "Planeta Fome", tornaram-se o título de seu 34º álbum de estúdio. As roupas alfinetadas que Elza usou em 1953, simbólico reencontro com as suas raízes, foram inspiração para o figurino da turnê do álbum.
Lançado em 13 de setembro de 2019, Planeta Fome foi eleito um dos 25 melhores álbuns brasileiros do 2º Semestre de 2019 pela Associação Paulista de Críticos de Arte.
Para "Planeta Fome", Elza também planejara uma regravação de "Comida" (composição de Arnaldo Antunes, Sérgio Britto & Marcelo Fromer), dos Titãs, com os seus ora atuais integrantes (Britto, Branco Mello & Tony Bellotto), mas acabou optando por adiar a sua produção e sua publicação ocorreu apenas em Outubro de 2020 para marcar o aniversário de 1 ano de sua publicação e celebrar sua a indicação ao Grammy Latino.

## Faixas
| N.º            | Título | Duração |  |
| 1.             | "Libertação" (Russo Passapusso - C/ Virgínia Rodrigues & BaianaSystem)                                                                        | 4:19    |  |
| 2.             | "Menino" (Elza Soares) | 0:46    |  |
| 3.             | "Brasis" (Seu Jorge, Jovi Joviniano & Gabriel Moura)                                                                                          | 4:42    |  |
| 4.             | "Blá Blá Blá" (André Gomes, BNegão, DJ Memê, Gabriel Contino, Michael Sullivan, Paulo Massadas & Pedro Loureiro - C/ BNegão & Pedro Loureiro) | 3:46    |  |
| 5.             | "Comportamento Geral" (Gonzaguinha) | 3:39    |  |
| 6.             | "Tradição" (Paulo Miklos & Sérgio Britto) | 4:33    |  |
| 7.             | "Lírio Rosa" (Luciano Mello & Pedro Loureiro)                                                                                                 | 2:39    |  |
| 8.             | "Não Tá Mais De Graça" (Rafael Mike - C/ Rafael Mike)                                                                                         | 3:12    |  |
| 9.             | "País Do Sonho" (Carlinhos Palhano & Chapinha Da Vela)                                                                                        | 2:57    |  |
| 10.            | "Pequena Memória Para Um Tempo Sem Memória" (Gonzaguinha)                                                                                     | 4:17    |  |
| 11.            | "Virei O Jogo" (Pedro Luís) | 3:45    |  |
| 12.            | "Não Recomendado" (Caio Prado) | 3:30    |  |
| Duração total: | Duração total: | 42:10   |  |

"Não Recomendado" conteve incidentais de "Geni & O Zepelim" (Chico Buarque) & "Comida" (Antunes, Britto & Fromer).